# Guerra de Eregion
La Guerra de Eregion o "Guerra entre los Elfos y Sauron" es un conflicto bélico ficticio narrado en la novela El Silmarillion, del escritor británico J. R. R. Tolkien, donde se cuenta el enfrentamiento entre los ejércitos de Lindon, Eregion, Númenor y Lórinand contra las fuerzas de Sauron.

## Antecedentes
A comienzos de la Segunda Edad, después de la destrucción y el hundimiento de Beleriand, la dama Galadriel y Celeborn salieron de Lindon, donde permanecían desde la Guerra de la Cólera; yendo hacia el sur de Eriador. Con ellos fue un noldo llamado Celebrimbor, hijo de Curufin, quinto hijo de Fëanor, por lo tanto sobrino de Galadriel. Se dirigieron a Eregion, y frente a las minas de Khazad-dûm fundaron un reino.
Por su parte, Sauron, en su deseo de engañar y dominar a los Elfos, adoptó la forma más hermosa que pudo y se hizo llamar a sí mismo Annatar, Señor de los Dones. Se presentó ante los señores de los elfos como un enviado de los Valar, quién viniera en ayuda de los elfos para transmitirles sus conocimientos y habilidades. No obstante, fue rechazado en Lindon, pues Gil-galad, Elrond y Círdan desconfiaron de él. Tuvo mejor suerte en Eregion, ya que Celebrimbor, en su deseo de superar a su abuelo Fëanor en el arte de la forja de joyas y armas, aceptó la ayuda de Sauron y formó los Gwaith-i-Mírdain, una poderosa hermandad de herreros en Eregion, y bajo la guía de Sauron, forjaron los Anillos de Poder.
No obstante, Sauron no pudo engañar a Galadriel, quien recelaba y tenía dudas sobre su identidad. Entonces, decidió expulsarla del reino y amotinó a los Mírdain en su contra. Esto forzó a Galadriel a irse de Eregion por el cruce de las minas de Khazad-dûm, pero Celeborn se quedó por un tiempo con Celebrimbor, que desaprobaba la rebelión.
Por su parte, Celebrimbor, entrando ya en sospechas sobre la identidad de Annatar, y estando en la cúspide de su poder, forjó los tres Anillos Élficos, Narya, Nenya y Vilya. Los forjó en Eregion, y lo hizo en secreto y sin la ayuda de Sauron, de modo que él nunca los tocó ni los dañó.
Sauron, por su parte, regresó a Mordor y forjó el Anillo Único en las forjas del Orodruin, un anillo con el poder y la voluntad de someter a los demás y atarlos a él. No obstante, hubo de depositar gran parte de su poder en aquel anillo, y de ese modo pasó a depender de él, y en el momento en que el anillo fuese destruido, así lo sería Sauron.
Cuando Celebrimbor descubrió las intenciones de Sauron, se rebeló contra él y fue a Lothlórien, donde Celeborn había ido hacía poco a través de las Khazad-dûm. Ahí Celebrimbor cedió Nenya, el anillo blanco, a la dama Galadriel, pero a los demás se los envió a Gil-galad, el sobrino de ella, que era el Rey Supremo de los Noldor, y vivía en Lindon.

## Desarrollo de la Guerra

### La caída deEregion

#### La marcha deSauronsobreCalenardhon
Sauron, al enterarse de la rebeldía de Celebrimbor, se mostró tal cual era y, tras  pronunciar la frase escrita en el Anillo Único, avanzó con grandes ejércitos sobre Calenardhon (territorio que formaría parte del reino de Gondor y luego del territorio que sería otorgado por el senescal Cirion a Eorl y se transformaría en el reino de Rohan). Al enterarse de esto, Gil-galad envió un ejército élfico en ayuda de Celebrimbor y al mando de Elrond.
Al acercarse los ejércitos de Sauron a Lórinand, Celeborn ordenó la salida de los batallones de Elfos Sindar y Elfos Silvanos. Se dio entonces la primera batalla, posiblemente en las tierras entre las futuras fortalezas de El Sagrario y el Abismo de Helm, en la que el Enemigo fue rechazado temporalmente. No obstante, pese a que sus fuerzas incluso se unieron a las de Elrond, Celeborn no pudo salvar Eregion, porque las fuerzas enemigas eran muy numerosas y llegaban rápidamente a Eregion a través del paso de Rohan.

#### La toma deOst-in-Edhil
Tras haber rodeado y sitiado Eregion por el sur, las fuerzas de Sauron fueron avanzando hacia el norte, pero se mantuvieron alejadas de Khazad-dûm, ya que podrían ser atacadas por los enanos. Las fuerzas de Celebrimbor no podían derrotarlos, porque el enemigo era muy numeroso y gran parte de la población huyó y se unió al ejército de Elrond en el norte, y Celebrimbor, desesperado, no podía parar el avance de las fuerzas de Mordor. Cuando Sauron llegó a Ost-in-Edhil, la capital de Eregion, se enfrentó a una gran resistencia, pero ésta no fue suficiente y logró atacar la gran casa de los Mírdain, donde se habían atrincherado Celebrimbor y los supervivientes.
Celebrimbor trató de expulsar a Sauron, pero no lo logró y, finalmente, quedó solo en la casa. Sauron lo torturó para que le confesara donde estaban los Tres Anillos de los Elfos, pero Celebrimbor se mantuvo firme. Finalmente, tras interminables torturas, Celebrimbor reveló la ubicación de los Siete Anillos de los Enanos, pero no la de los Tres Anillos de los Elfos, que eran los anillos más poderosos después del Único y que, además, habían sido forjados por Celebrimbor sin la ayuda de Sauron. Sauron, enfurecido, mató a Celebrimbor y usó su cadáver como estandarte durante el resto de la guerra. Aunque no pudo averiguar qué había sido de los Anillos de los Elfos, supuso que los Tres habrían sido confiados a los grandes señores elfos, que en aquel entonces eran Galadriel, Círdan y Gil-galad.

### Ataques aEriador

#### Fundación y sitio deRivendel
Después de haber vencido a los elfos de Eregion, Sauron decidió hacer frente a Elrond, y avanzó por el cruce de Tharbad enviando fuerzas para atacar Lindon, donde creía que podría hallar uno o más anillos de poder. Para hacerlo, avanzó hacia el norte, empujando a Elrond hacia las montañas y destruyendo todo a su paso, incluyendo a las tribus nativas de hombres o elfos.
Entonces Elrond decidió enfrentarse a Sauron en el norte de Eregion, donde habría sido derrotado si el ejército de Sauron no hubiera sido atacado por la retaguardia por los enanos de Khazad-dûm y los elfos de Lórinand, que dieron tiempo a Elrond para retirarse.
En la retirada, Elrond descubrió el Valle de Imladris, donde construyó una fortaleza esperando poder resistir a Sauron. Inicialmente pudieron defenderse, dado que Sauron no la conocía, pero, al darse cuenta de que no podría tomarla militarmente, decidió sitiarla por todos lados, esperando que los elfos murieran de hambre, pero se sorprendió ya que no tenía conocimientos de las grandes reservas de comida de Elrond.

#### Preparación para la invasión de lasEred Luin
Sauron, al saber que Elrond estaba debilitado, decidió reunir a todos sus ejércitos para un ataque final a los puertos, y convocó a más de sus fuerzas desde Mordor, que debían unirse a él en Tharbad. No obstante, con esto solo pudo reforzar las fuerzas que sitiaban Rivendel e impedir que las fuerzas de Elrond cayeran sobre él por su retaguardia, como lo hicieron anteriormente los elfos y enanos.

#### Ataque conjuntoLindon-Numenor-Rivendel
Gil-galad, al enterarse de la caída de Eregion, que Elrond no pudo volver y que se encontraba sitiado, y no podía ayudarlo, decidió enviar mensajeros a Tar-Minastir, rey de Numenor. Mientras tanto, reunió a todos los elfos y númenóreanos de Lindon y en los Puertos Grises se formó un ejército.
Al recibir el mensaje, Tar-Minastir fue con una flota a socorrer a Gil-galad y envió a su hijo Ciryatur con una parte de la flota al sur para que desembarcara en Lon Daer.

#### Batalla del ríoGwathló
Cuando Sauron estaba a punto de atacar los puertos, Tar-Minastir llegó y, junto con Gil-galad, empujó a Sauron hacia Tharbad, mientras que Elrond realizó varias salidas y rompió el sitio de Rivendel.
Sauron, al darse cuenta del poder del ejército de Númenor, fue a Tharbad cruzando el Brandivino en el Vado de Sarn, y allí se reunió con las fuerzas que llegaban para atacar Lindon. Pero allí fue atacado por la flota de Ciryatur que, al desembarcar y parar un rato en Lon Daer, fue hacia el norte con la flota a través del río Gwathló, mientras parte de sus fuerzas iban por tierra. 
Las fuerzas de Sauron eran inferiores, pues fueron atacadas por el sur por Ciryatur y por el norte por Gil-galad y Tar-Minastir.
Entonces las fuerzas de Sauron fueron finalmente derrotadas y expulsadas de Eregion. Tan humillante fue su derrota, que Sauron a penas logró escapar. Furioso, se dirijio a Dagorlad y juró venganza contra Númenor.

## Consecuencias
1. Expulsión de Sauron de Eriador.
2. Creación del Concilio de los Sabios.
3. Fundación de Rivendel.
4. Nombramiento de Elrond como Vicerregente de Eriador por Gil-galad.
5. Establecimiento de colonias númenóreanas permanentes en la Tierra Media.